# Provița de Jos
Provița de Jos est une commune roumaine du județ de Prahova, dans la région historique de Valachie et dans la région de développement du Sud.

## Géographie
La commune de Provița de Jos est située dans l'ouest du județ, à la limite avec le județ de Dâmbovița, sur la rivière Provița, sous-affluent de la Ialomița, dans les collines du piémont des Carpates du sud, à 5 km à l'ouest de Câmpina et à 42 km au nord-ouest de Ploiești, le chef-lieu du județ.
La municipalité est composée des trois villages suivants (population en 1992) :
- Drăgăneasa (1 178) ;
- Piatra (176) ;
- Provița de Jos (1 396), siège de la commune.

## Politique
| Identité              | Période      | Période      | Durée           |
| Identité              | Début        | Fin          | Durée           |
| --------------------- | ------------ | ------------ | --------------- |
| Mihai Dumitrescu (d), | 2008         | octobre 2020 | 12 ans          |
| Ionuț Bocioacă (d)    | octobre 2020 | En cours     | 4 ans et 5 mois |

## Démographie
Lors du recensement de 2011, 88,11 % de la population se déclarent roumains et 10,02 % comme roms (1,76 % ne déclarent pas d'appartenance ethnique et 0,08 % déclarent appartenir à une autre ethnie).
De plus, 95,84 % déclarent être chrétiens orthodoxes et 1,14 % être chrétiens selon l’Évangile (1,76 % ne déclarent pas d'appartenance religieuse et 1,23 % déclarent appartenir à une autre ethnie).

## Économie
L'économie de la commune repose sur l'agriculture.

## Communications

### Routes
la route régionale DJ100E rejoint Câmpina et la vallée de la Prahova à l'est et Provița de Sus au nord-ouest.

## Lieux et monuments
- Provița de Jos, église orthodoxe St-Nicolas.
- Drăgăneasa, église orthodoxe St-Jean-Baptiste.